# Jason Giuranna
Jason Giuranna (* 1996 in Palermo) ist ein deutsch-italienischer Moderator, Künstler und Erzieher. Seit 2019 moderiert der Gehörlose für den Bayerischen Rundfunk die Sendung Sehen statt hören.

## Leben
Der Sohn einer Deutschen und eines Italieners wurde 1996 in Palermo geboren. Als er drei Jahre alt war, beschlossen seine Eltern nach Berlin zu ziehen, da das deutsche Schulsystem bessere Möglichkeiten für Gehörlose bot. Da er einer Künstlerfamilie entstammt, stand er seit seinem sechsten Lebensjahr ebenfalls auf der Bühne – als Schauspieler, Performer, Künstler und später auch als Moderator.

## Fernsehen
Regelmäßig übernimmt Jason Giuranna im Bayerischen Rundfunk die Moderation der wöchentlichen Sendung Sehen statt Hören. Zum Tag der Gehörlosen im Jahr 2023 wurden außerdem für den KiKA drei Folgen Jason und die Haustiere produziert. Diese in Gebärdensprache produzierten Tier-Dokus ergänzen die Sendereihe Anna und die Haustiere.